# Silent Letter
Albums de America
America Live Alibi
Silent Letter est le huitième album du groupe américain de pop rock, America. Il sort en 1979 chez Capitol Records. Il est produit par le producteur de longue date des Beatles, George Martin.

## Liste des pistes
| 1.    | Only Game in Town | Lewis Anderson, Julie Didier et Casey Kelly | 4:12 |
| 2.    | All Around        | Gerry Beckley et Dewey Bunnell              | 3:21 |
| 3.    | Tall Treasures    | Gerry Beckley et Dewey Bunnell              | 3:15 |
| 4.    | 1960              | Gerry Beckley                               | 3:10 |
| 5.    | And Forever       | Dewey Bunnell                               | 3:11 |
| 6.    | Foolin'           | Gerry Beckley et Ricky Fataar               | 2:53 |
| 7.    | All Night         | Dewey Bunnell                               | 3:19 |
| 8.    | No Fortune        | Gerry Beckley                               | 3:18 |
| 9.    | All My Life       | Gerry Beckley                               | 3:02 |
| 10.   | One Morning       | Dewey Bunnell                               | 2:12 |
| 11.   | High in the City  | Gerry Beckley et Dewey Bunnell              | 3:02 |
| 34:50 |                   |                                             |      |